# دارباغ (مقاطعة فومن)
دارباغ (بالفارسية: دارباغ) هي قرية تقع في غيلان في إيران. يقدر عدد سكانها بـ 703 نسمة بحسب إحصاء 2016.